# Rosatom
Rosatom (russisk: Росатом), er et statsligt russisk atomagentur, hvis opgaver er at føre tilsyn med atomare-anlæg, -våbenfabrikker, -videnskabelige forsknings-institutioner og -sikkerhedsagenturer, i Rusland. 
Organisationen har hovedkvarter i Moskva, og ledes anno 2010 af Sergei Kiriyenko.

## Ekstern henvisning
- Rosatoms officielle hjemmeside (engelsk) (Webside ikke længere tilgængelig)

| Myndighed | Spire Denne artikel om en offentlig myndighed er en spire som bør udbygges. Du er velkommen til at hjælpe Wikipedia ved at udvide den. |

55°44′24″N 37°37′25″Ø / 55.739898°N 37.623665°Ø